# اسمایلی ۱۶۱۳
سیارک ۱۶۱۳ (به انگلیسی: 1613 Smiley، نامگذاری:1950SD) هزار و ششصد و سیزدهمین سیارک کشف شده‌است که در ۱۶ سپتامبر ۱۹۵۰ کشف شد.
قدر مطلق سیارک برابر ۱۱٫۶۳ است.